# Fred van Zutphen
Fred van Zutphen, född 7 januari 1971, är en holländsk bågskytt. Han deltog vid olympiska sommarspelen 2000.